# Zino Francescatti
Zino Francescatti (9 de agosto de 1902 - 17 de septiembre de 1991) fue un violinista francés.

## Biografía
Nació en Marsella, de padre también violinista, que había estudiado con Camillo Sivori, discípulo de Paganini. Empezó a tocar a la edad de cinco años y debutó en público con el Concierto para violín de Beethoven a los diez años.
En 1927 se trasladó a París para enseñar en la École Normale de Musique. Hizo su primera gira mundial en 1931 y su debut americano tuvo lugar con la New York Philharmonic en 1939.
Su carrera comenzó pues bajo los mejores auspicios, aunque su partida hacia los Estados Unidos antes de la guerra le supuso una parada importante. Aun así, Francescatti mantuvo la admiración de sus colegas, y fue, especialmente en los años 50, un virtuoso requerido en todo el mundo.
Su vida musical estuvo marcada por otros cuatro artistas: Jacques Thibaud, que le protegió y animó; Maurice Ravel, del que fue amigo y el intérprete más fiel (el equivalente al pianista Vlado Perlemuter); Bruno Walter, que le dirigió a menudo y con el que tenía un entendimiento total; y Robert Casadesus, con el que formó un dúo. Entre los alumnos de Francescatti estaban Gérard Poulet, Régis Pasquier y Nina Bordnar. 
Se retiró en La Ciotat, donde vivió en paz dieciséis años hasta su muerte en 1991, a los 89 años. Un año antes, la ciudad bautizó su conservatorio de música y arte dramático "Zino Francescatti" en su presencia y de su esposa Yolande, quien legó al museo de la ciudad fotos, partituras, y su primer violín.
Zino Francescatti tocaba el Stradivarius de 1727, Hart, que cedió en 1987 a Salvatore Accardo.

## Repertorio y grabaciones
Francescatti era especialista en Paganini, y su grabación del Concierto para violín nº1 es considerada todavía una de las mejores de todos los tiempos. También hizo una grabación histórica de las Sonatas para violín y piano de Beethoven junto a Robert Casadesus.
- Introducción y Rondó Caprichoso Op. 28 de Camille Saint-Saëns.

Grabación en Columbia Records en 1954 bajo la dirección de Eugene Ormandy y la Orquesta de Philadelphia.